# Crissey (Jura)
Crissey – miejscowość i gmina we Francji, w regionie Burgundia-Franche-Comté, w departamencie Jura.
Według danych na rok 1990 gminę zamieszkiwały 572 osoby, a gęstość zaludnienia wynosiła 119 osób/km² (wśród 1786 gmin Franche-Comté Crissey plasuje się na 281. miejscu pod względem liczby ludności, natomiast pod względem powierzchni na miejscu 819.).